# Усидзима, Мицуру
Мицуру Усидзима (яп. 牛島満 Усидзима Мицуру, 31 июля 1887, Кагосима — 23 июня 1945, Окинава) — японский военный деятель, генерал-лейтенант Императорской армии Японии (с августа 1939). Командовал японскими сухопутными силами в битве за Окинаву.

## Биография
Родился в городе Кагосима на Кюсю. В 1908 году окончил Военную академию Императорской армии, а в 1918 году — Высшую военную академию. В Гражданскую войну служил в штабе японских интервенционных сил во Владивостоке. После возвращения в Японию несколько лет преподавал в пехотном училище. В 1924 году получил звание майора, в 1930 — полковника.
В 1932—1933 годах — директор военной школы в Тояме. С 1936—1937 годах командовал полком. В 1937 году получил звание генерал-майора; в 1937—1939 годах командовал бригадой и участвовал в битве за Нанкин. В августе 1939 года стал генерал-лейтенантом. В 1939—1941 годах командовал 11-й дивизией. С ноября 1941 года — комендант Военной академии. Вскоре в Академии произошёл пожар, что вызвало гнев Тодзё; Усидзима полностью взял на себя ответственность и не позволил посылать своих подчиненных на фронт из-за проблемы с пожарной безопасностью. В 1942 году Усидзима командовал дивизией и участвовал в военной операции в Бирме. В мае 1943 года был назначен командующим японскими войсками на Иводзиме. С августа 1944 года — командующий 32-й армией на Окинаве.
Получив приказ удержать остров любой ценой, Усидзима создал на Окинаве прекрасную систему обороны (использовав рельеф местности и возведя ряд укреплений). Ему удалось постепенно увеличить гарнизон острова до около 100 тысяч человек.
Начавшее операцию по захвату острова американское командование высадило 1 апреля 1945 года на Окинаву 285 тысяч человек, имея при этом абсолютное превосходство в технике и авиации. См. Битва за Окинаву.
Вначале Усидзима выбрал оборонительную тактику, но начальник штаба 32-й армии генерал-лейтенант Исаму Тё убедил его провести две контратаки 13 апреля и 3 мая, которые окончились неудачно и привели к огромным потерям. Усидзима с успехом использовал в обороне самолеты, пилотируемые смертниками-камикадзе. Исчерпав все возможности к сопротивлению, 23 июня Усидзима совершил ритуальное самоубийство вместе с Тё и 7 офицерами штаба. В этот же день американцы завершили оккупацию острова.